# Języczek bocznotrzonowy

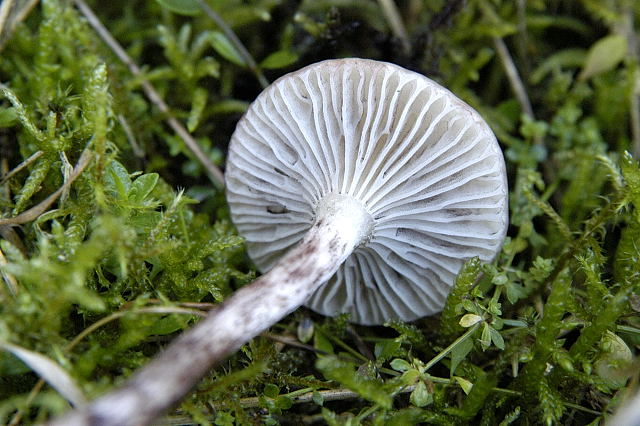

Języczek bocznotrzonowy, pępówka bocznotrzonowa (Arrhenia griseopallida (Desm.) Watling) – gatunek grzybów z rodziny wodnichowatych (Hygrophoraceae).

## Systematyka i nazewnictwo
Pozycja w klasyfikacji według Index Fungorum: Arrhenia, Hygrophoraceae, Agaricales, Agaricomycetidae, Agaricomycetes, Agaricomycotina, Basidiomycota, Fungi.
Po raz pierwszy gatunek ten opisał w 1826 r. Jean Baptiste Henri Joseph Desmazières, nadając mu nazwę Agaricus griseopallidus. Później zaliczany był do różnych rodzajów. Obecną, uznaną przez Index Fungorum nazwę, nadał mu Roy Watling w 1989 r.
Ma 17 synonimów. Niektóre z nich:
- Gerronema griseopallidum (Desm.) Raithelh. 1973
- Leptoglossum griseopallidum (Desm.) Jamoni 1990
- Omphalina griseopallida (Desm.) Quél. 1886
- Phaeotellus griseopallidus (Desm.) Kühner & Lamoure 1985[2].

W 2003 r. Władysław Wojewoda dla ówczesnej nazwy naukowej Omphalina griseopallida zaproponował polską nazwę pępówka bocznotrzonowa. Jest ona niespójna z aktualną nazwą naukową Arrhenia epichysium. Spójną z nazwą naukową polską nazwę języczek bocznotrzonowy podaje internetowy atlas grzybów.

## Morfologia
Kapelusz
Średnica 0,5–2,5 cm, początkowo wypukły, potem mniej wypukły i lekko wklęsły w środku, w końcu lejkowaty. Powierzchnia gładka lub drobno łuskowata, głównie z małymi, ciemnobrązowymi łuskami na brzegu. Jest higrofaniczny; w stanie wilgotnym ciemnobrązowoszary, po wyschnieciu o barwie od białej do izabelowatej. Brzeg podwinięty, często falisty, pomarszczony, z półprzezroczystymi prążkami.
Blaszki
Zbiegające na trzon, grube, rozwidlone, pofałdowane, z międzyblaszkami, ciemnoszarobrązowe. Ostrza tej samej barwy.
Trzon
Wysokość 0,7–3 cm, grubość 1–4 mm, centralny lub bocznie osadzony, walcowaty lub cieńszy w kierunku podstawy, czasem spłaszczony, często wygięty, początkowo pełny, potem pusty w środku. Powierzchnia naga lub delikatnie owłosiona, płowoszara.
Miąższ
Cienki o kremowej barwie. Smak niewyraźny, zapach słaby, podobny do zapachu pelargonii.
Cechy mikroskopowe
Podstawki maczugowate z 2–4 sterygmami, 32–40 × 5–9 µm. Zarodniki podłużne-elipsoidalne, gruszkowate do łezkowatych, gładkie, nieamyloidalne (7,5)8–12(14) × (4,5)5–7(8) µm. Brak cystyd. Strzępki w tramie blaszek splątane. Strzępki w skórce splątane, niektóre drobno inkrustowane, o średnicy 4–8 µm. Sprzążki występują we wszystkich strzępkach.
Gatunki podobne
Języczek bocznotrzonowy charakteryzuje się gładkim do drobno łuskowatym, wypukłym kapeluszem, który z wiekiem jest lekko wklęsły do lejkowatego, dość grubym trzonem (do 4 mm), rozwidlonymi blaszkami, często bocznym (ekscentrycznym). Języczek czarnobrązowy (Arrhenia obscurata) różni się zawsze centralnym i cieńszym trzonem, nierozwidlonymi ostrzami, węższym trzonem (do 2 mm) i mniejszymi zarodnikami.

## Występowanie i siedlisko
Stanowiska języczka bocznotrzonowego podano głównie w Europie. Poza nią znany jest w nielicznych miejscach w północno-wschodniej części Ameryki Północnej, w Rosji i na Nowej Zelandii. W Polsce W. Wojewoda w 2003 r. przytoczył 5 stanowisk. Aktualne stanowiska podaje internetowy atlas grzybów. Znajduje się w nim na liście gatunków zagrożonych i wartych objęcia ochroną.
Nadrzewny i grzyb saprotroficzny. Występuje na polanach, pod przydrożnymi drzewami, na obrzeżach lasów, w parkach. Rośnie na ziemi, wsód mchów i opadłych liści. W Polsce tworzy owocniki zazwyczaj od lipca do listopada.
Grzyb niejadalny.